# Concepción (Santa Cruz)

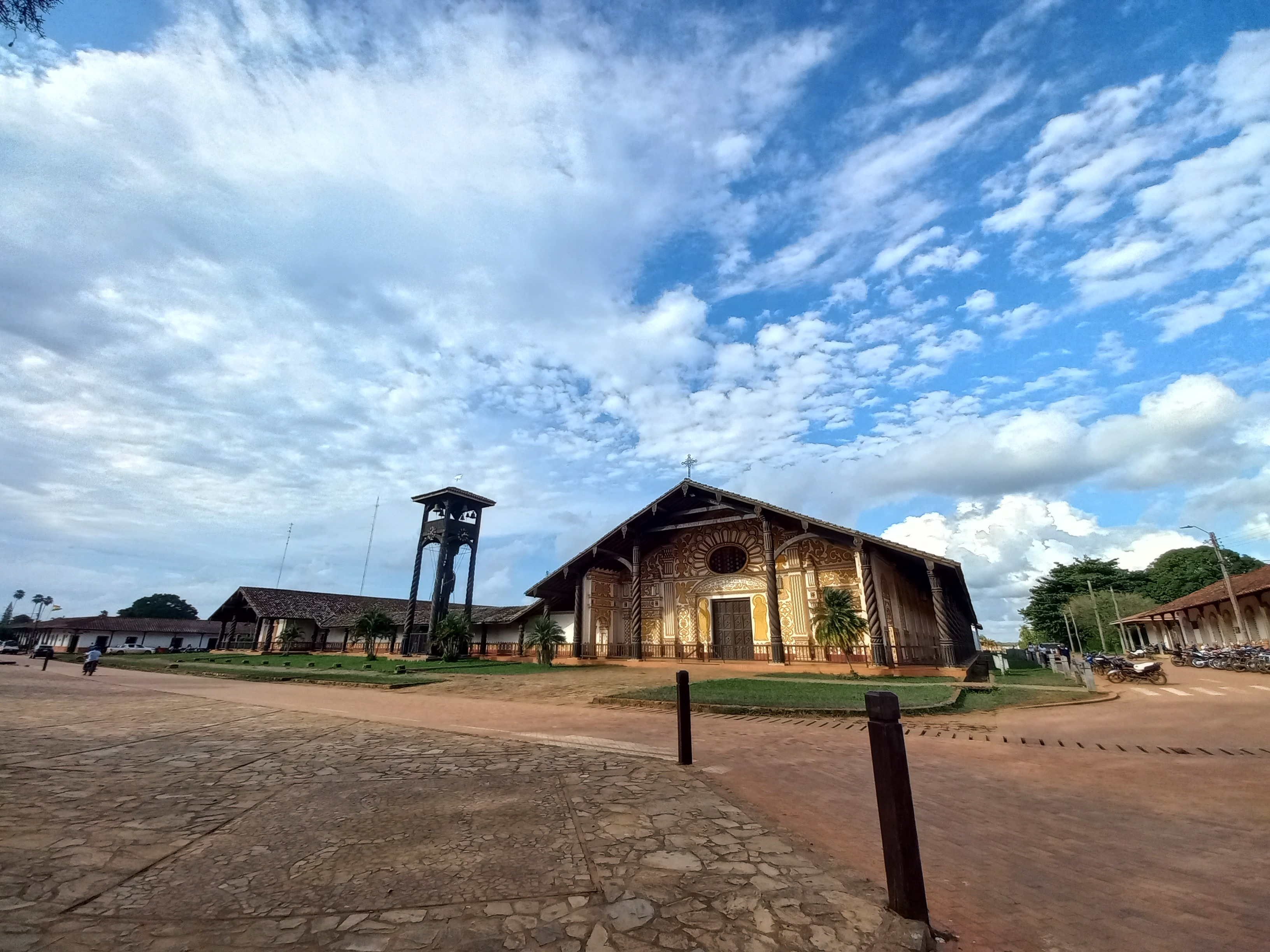

Concepción es una localidad y municipio de Bolivia, capital de la provincia Ñuflo de Chaves al norte del departamento de Santa Cruz. Fundada el año 1709, por el P. Lucas Caballero, es conocida como el santuario de la orquídea boliviana.

## Geografía
El municipio ocupa la mitad oriental de la provincia Ñuflo de Chaves, al norte del departamento de Santa Cruz.
La topografía del municipio presenta serranías y llanuras. El clima es cálido con temperaturas extremas de 11 °C en invierno y 30 °C en verano. Por el municipio pasan los ríos Zapocó Sur y Zapocó Norte que desembocan en San Julián. El río Negro, navegable en lanchas, es aprovechado para la pesca y el riego. Cerca de la localidad de Concepción se encuentra la represa de riego Concepción.
En el municipio se encuentra la Reserva Municipal El Copaibo, declarada reserva mediante una ley municipal el año 2015 con un área de 347 mil hectáreas.

## Economía
La economía familiar campesina se basa en la agricultura, la ganadería, la artesanía, el comercio y la explotación de madera. Los principales cultivos son el maíz, arroz, yuca y plátano. En la pecuaria, el ganado principal es bovino con cerca de 130 mil cabezas distribuidas en todo el municipio. La producción se destina en parte al consumo doméstico y la mayor parte a la venta.
El turismo es una de las tres actividades que genera más ingresos, contando, entre otros atractivos, con el Archivo Musical de Chiquitos, considerado el archivo de música barroca más grande del mundo con cerca de 4 mil partituras, bajo la custodia del vicariato Ñuflo de Chávez.
En recursos naturales, presenta bosques ricos en especies forestales preciosas, en los que la explotación de la madera es intensa, aunque también existen reservas forestales.

## Demografía
De acuerdo con el censo boliviano de 2024, la población del municipio de Concepción es de 30 109 habitantes.
La población del municipio se triplicó entre 1992 y 2024, mientras que la población de la localidad ha aumentado considerablemente en las últimas décadas:
| Año  | Habitantes (municipio) | Habitantes (localidad) | Fuente   |
| ---- | ---------------------- | ---------------------- | -------- |
| 1969 | -                      | 1.100                  | Estimado |
| 1992 | 9.710                  | 3.228                  | Censo    |
| 2001 | 14.522                 | 5.586                  | Censo    |
| 2012 | 18.800                 | 9.868                  | Censo    |
| 2024 | 30.109                 |                        | Censo    |

## Transporte
Concepción se encuentra a 288 kilómetros por carretera al noreste de Santa Cruz de la Sierra, la capital departamental.
Desde Santa Cruz, la Ruta 4 corre hacia el norte a través de las ciudades de Warnes y Montero durante 58 km hasta Guabirá, donde se encuentra con la Ruta 10, que cruza el río Grande hacia el noreste. Después de otros 71 km, la Ruta 10 se une a la Ruta 9 en el pueblo de Los Troncos, y juntos los dos caminos conducen 56 km al norte hasta el pueblo de San Ramón. Aquí los dos caminos se separan nuevamente, y son otros 103 km vía San Javier antes de que la Ruta 10 llegue a Concepción y de aquí continúa hasta San Matías en la frontera con Brasil.

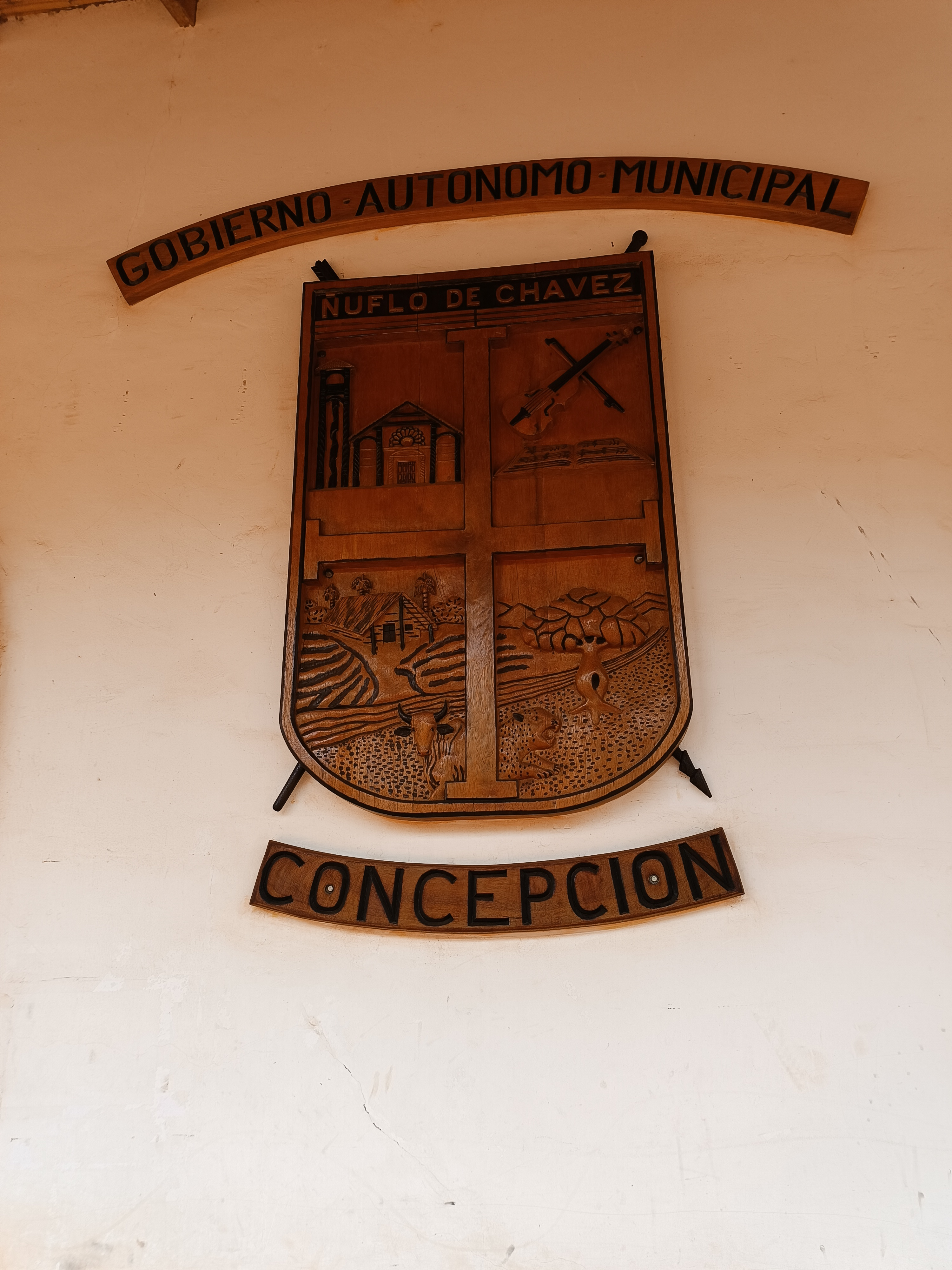
Escudo de armas del Gobierno municipal de Concepción.

Dentro de la ciudad, rodeado de zonas residenciales, se encuentra el Aeropuerto de Concepción, que cuenta con una pista sin asfaltar de 1900 m de largo (código de aeropuerto IATA CEP).

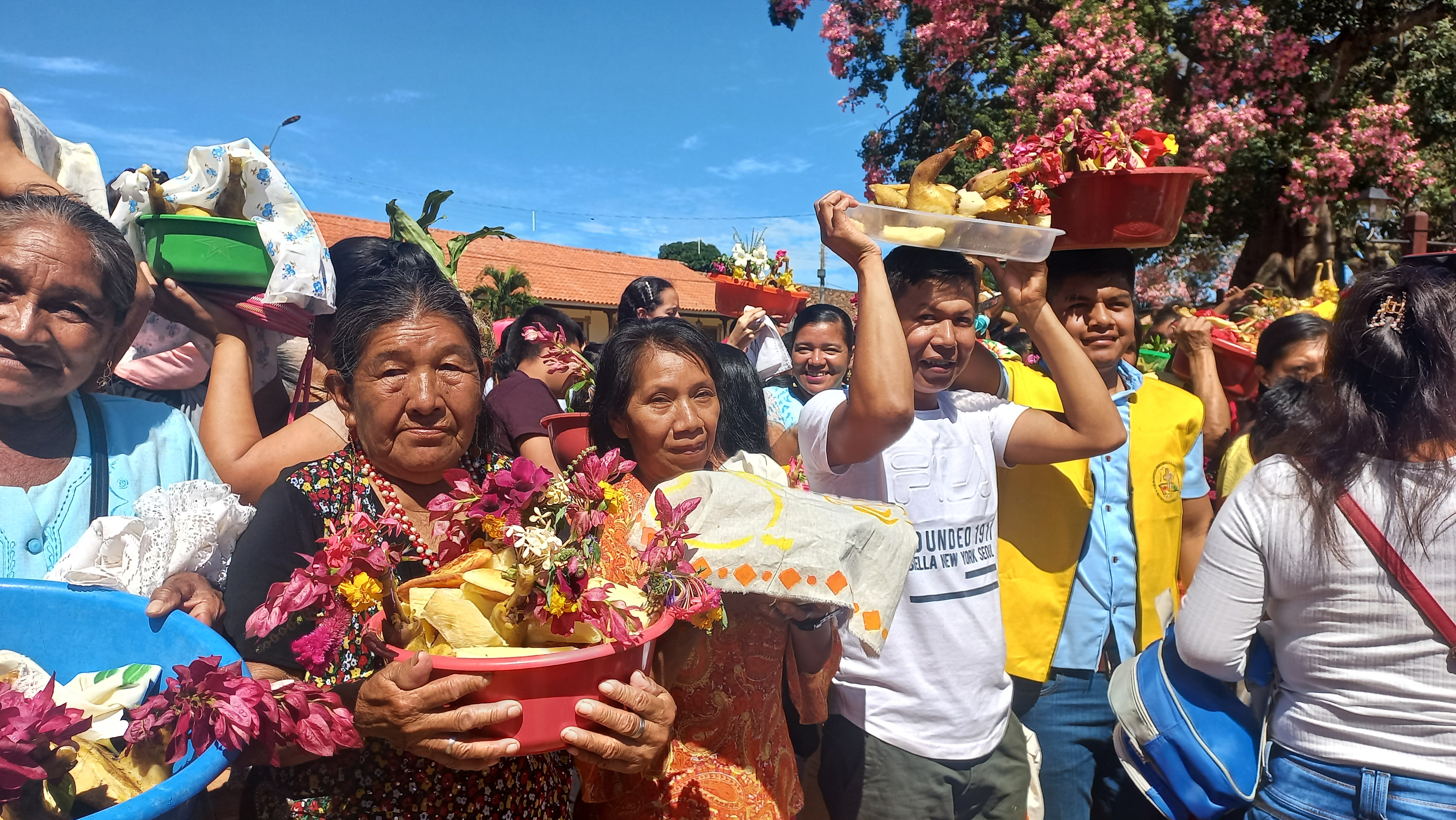
Celebración de la Pascua en Concepción.

## Patrimonio de la Humanidad

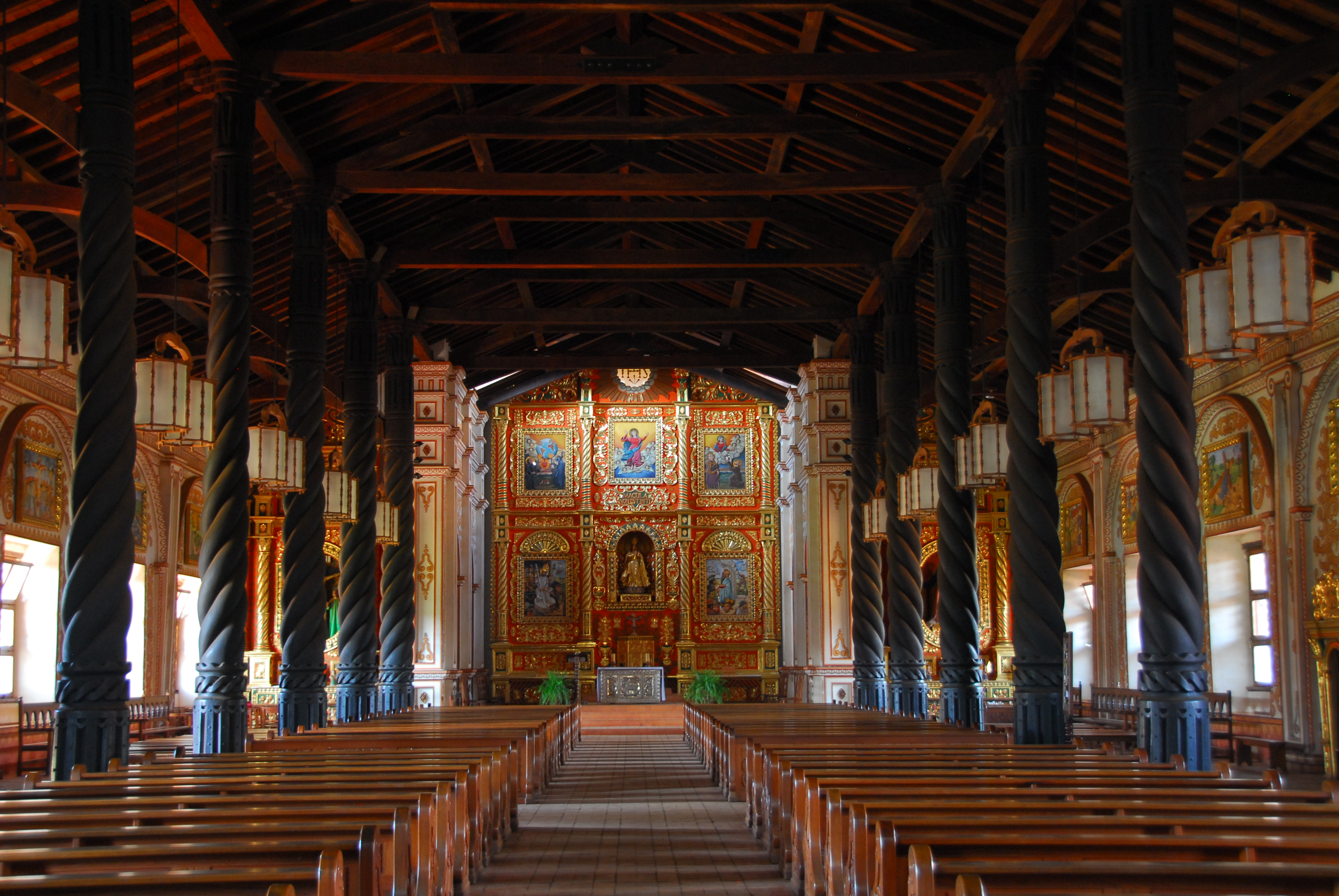
Interior de la iglesia.

La localidad de Concepción es conocida por ser parte de las Misiones Jesuíticas de Chiquitos, que fueron declaradas en 1990, Patrimonio de la Humanidad. Su principal patrimonio cultural en el municipio es la Catedral de la Inmaculada Concepción de María, construida en el año 1722.

## Ciudadanos notables
- Hugo Banzer Suárez Presidente de Bolivia entre 1971 y 1978; y entre 1997 y 2001.[cita requerida]